# Christian Nold
Christian Nold (22. juni 1626 i Højby i Skåne – 22. august 1683 i København) var en dansk orientalist og teolog. 
Nold gik i Lunds Domskole, kom 1644 til Københavns Universitet, hvor han 1651 tog magistergraden. I 1650 var Nold blevet rektor i Landskrona, et embede, som han dog nedlagde 1654 for at drage udenlands. I Tyskland, Nederlandene, Frankrig og England studerede han nu i flere år østerlandske sprog og litteratur, udgav i Franeker: Leges distinguendi og Historia Idumæa s. de vita et gestis Herodum (1660).
Samme år hjemkaldtes han, udgav 1662 Sacrarum historiarum et antiquitatum synopsis, blev 1664 professor i teologi og samme år universitets rektor. Men nogle uforsigtige ytringer i et 1666 udgivet skrift: Logica recognita havde hans afskedigelse uden pension 1667 til følge. 
Efter Griffenfeldts fald (1676) blev Nold, der synes at have pådraget sig den mægtige kanslers uvilje, atter professor i teologi, tog 1678 den teologiske doktorgrad og blev 1682 på ny universitetets rektor. I 1679 udgav Nold sit hovedværk: Concordantiæ particularum Ebræo-Chaldaicarum Veteris Testamenti, et værk, der vidner om forbavsende flid og sproglærdom, og som han havde udarbejdet under sit ufrivillige otium, 1667-76.